# Bugzy Płoskie
Bugzy Płoskie (prononciation : [ˈbuɡzɨ ˈpwɔskʲɛ]) est un village polonais de la gmina de Chorzele dans le powiat de Przasnysz de la voïvodie de Mazovie dans le centre-est de la Pologne.
Il se situe à environ 8 kilomètres à l'ouest de Chorzele (siège de la gmina), 29 km au nord de Przasnysz (siège du powiat) et à 118 km au nord de Varsovie (capitale de la Pologne).

## Histoire
De 1975 à 1998, le village appartenait administrativement à la voïvodie d'Ostrołęka.